# Pelote de réjection

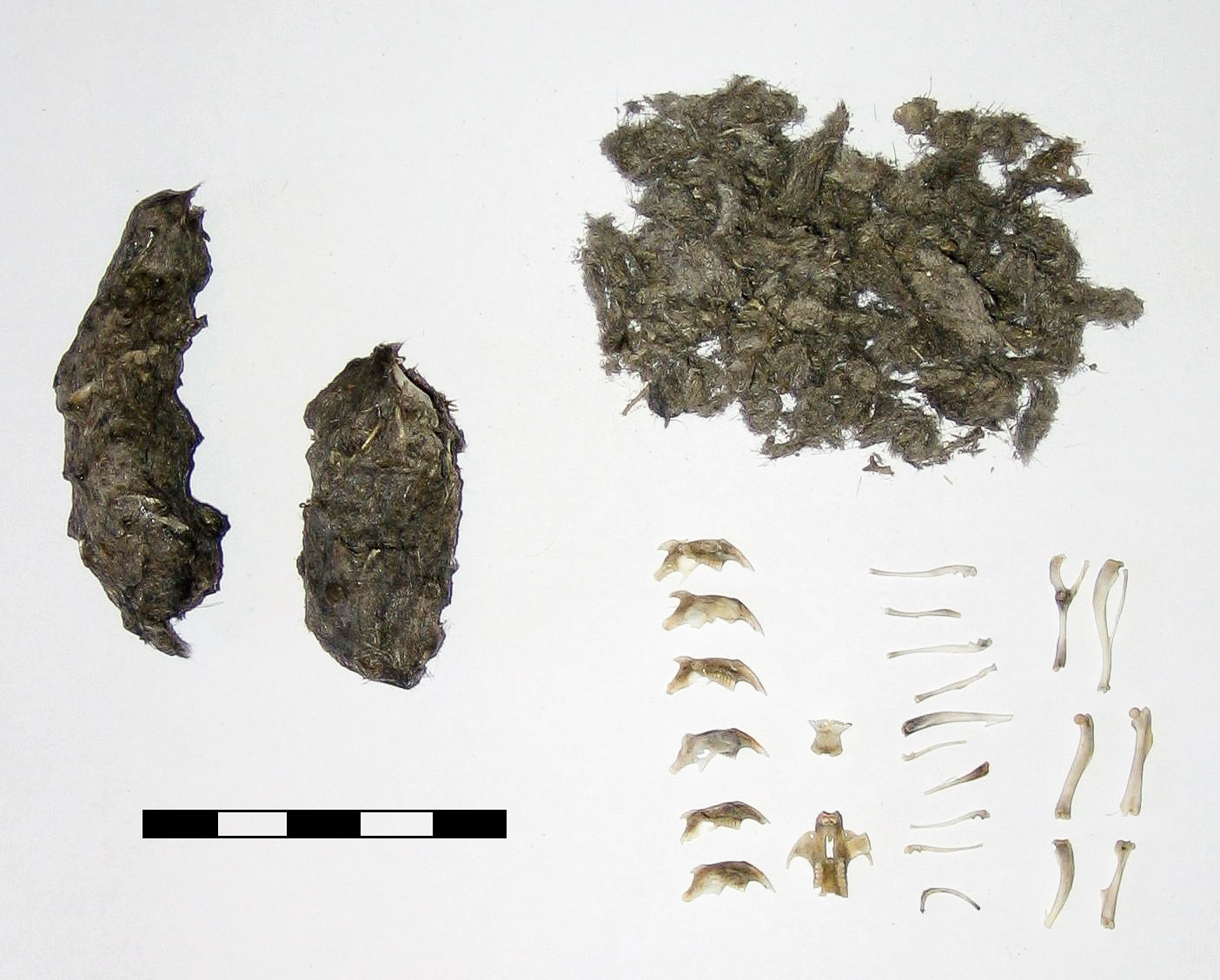
Pelotes de réjection de Hibou moyen-duc. Une d'entre elles a été disséquée : d'un côté les poils, de l'autre une partie des os (rongeurs).

Les pelotes de réjection ou boulettes de régurgitation sont des boules rejetées par les oiseaux rapaces tels que les Strigiformes ainsi que les corvidés, les laridés et beaucoup d'autres oiseaux (limicoles, etc.). Elles contiennent les éléments durs et non digérés des proies qu'ils avalent en entier, comme les poils, les os, les coquilles d’œuf, ou même, pour les Martins-pêcheurs, les arêtes des poissons ingérées.
Elles sont rejetées par le bec à raison de 2 à 3 par tranches de 24h. On retrouve ces pelotes près du nid ou du perchoir des oiseaux. En ce qui concerne les rapaces nocturnes, les accumulations peuvent se trouver dans les vieilles granges ou au pied d'un clocher chez la chouette effraie, ou bien en forêt, au pied d'un arbre servant de perchoir chez la Chouette hulotte ou le Hibou moyen-duc.

## Analyse des pelotes
Leur dissection permet de connaître le régime alimentaire de l'oiseau : ainsi, pour le repas des rapaces, on trouve surtout des rongeurs et des squamates. L'analyse fine de ces pelotes permet même d'identifier les espèces des oiseaux de proies : les nocturnes, dont les sucs digestifs sont moins puissants, ont des pelotes dans lesquelles les squelettes sont complets. Les diurnes rejettent essentiellement des pelotes en poils agglomérés.